# Oryzias curvinotus
Oryzias curvinotus is een straalvinnige vissensoort uit de familie van schoffeltandkarpers (Adrianichthyidae). De wetenschappelijke naam van de soort is voor het eerst geldig gepubliceerd in 1927 door Nichols & Pope.